# Volksschule Seiersberg
Die Volksschule Seiersberg befindet sich in Seiersberg-Pirka, südlich von Graz und ist eine der beiden Volksschulen der Gemeinde.

## Geschichte
Das Gebäude in der Haushamer Straße 5 wurde von 1971 bis 1973 erbaut und von 2010 bis 2011 erweitert.
Bis zur Eröffnung der Volksschule Seiersberg-Pirka im Jahr 2001 war die Schule mit über 400 Schülerinnen und Schülern eine der größten Volksschulen in der Steiermark.

## Pädagogisches Angebot
Die Schule besteht aus 16 Klassen und bietet für die Kinder eine Nachmittagsbetreuung an. Darüber hinaus gibt es in jedem Jahrgang eine verschränkte Ganztagesform, bei der sich Unterrichts-, Übungs- und Freizeiteinheiten über den Schultag abwechseln.
An der Schule nehmen auch Studierende der Pädagogischen Hochschule Steiermark und der Kirchlichen Pädagogischen Hochschule Graz am Unterricht teil und sammeln dadurch Unterrichtserfahrung.

## Lage
Das Gebäude der Volksschule Seiersberg befindet sich in der Haushamer Straße, in der Nähe des Seiersberger Gemeindezentrums. Aufgrund der Lage ist die Schule gut per Bus aus Seiersberg und Graz (Linie 32) zu erreichen.